# Participiu
În gramatica tradițională, participiul este o formă derivată din rădăcina verbului, existentă în mai multe limbi, care are trăsături atât verbale, cât și adjectivale. Numele său provine tocmai de la faptul că „participă” la cele două domenii. În unele gramatici este considerat mod, în altele formă nominală a verbului. În general este considerat nepersonal și nepredicativ. În gramatica altor limbi se iau în seamă una, două sau trei forme ale participiului.

## În limba română
În gramaticile limbii române se ia în seamă o singură formă de participiu, cu valoare de trecut, definit ca formă nominală a verbului sau ca mod nepersonal și nepredicativ, care exprimă o acțiune suferită sau îndeplinită de un obiect, o acțiune concepută ca o expresie a stării obiectului, ca o însușire statică a acestuia.

### Morfologie
Participiul românesc provine din forma de participiu pasiv perfect din limba latină: cantatus, -a, -i, -ae > cântat, -tă, -ți, -te. Din punct de vedere formal, este marcat de sufixul -t (la majoritatea verbelor) sau -s (la cele mai multe verbe cu perfectul simplu în -se-): zis, -să, -și, -se. Cu valoare adjectivală, participiul are forme de gen, număr și caz ca adjectivele variabile de tipul bun, precum și grade de comparație: La bunici era mai iubită decât acasă, El a fost cel mai lovit.
Participiul are valoare verbală sau adjectivală în diferite grade, în funcție de rolul său:
- exclusiv verbală în formele verbale compuse de la diateza activă: perfect compus, viitor anterior, conjunctiv perfect, condițional-optativ perfect, prezumtiv perfect, infinitiv perfect;
- adjectivală și verbală la diateza pasivă;
- exclusiv adjectivală când este cuvânt autonom, caz în care se vorbește despre adjectiv provenit din participiu.

Din punctul de vedere al diatezelor, participiul folosit autonom poate avea:
- sens pasiv (la majoritatea verbelor active tranzitive): data fixată, momentul ales;
- sens activ (la toate verbele active intranzitive și la unele tranzitive, precum și la verbele reflexive de la care se folosește participiul): prieten plecat, scrisoarea venită, minciună sfruntată, tragedia întâmplată, om odihnit.

Valoarea temporală a participiului este totdeauna de trecut, acțiunea pe care o exprimă fiind prezentată ca terminată, cu efecte care persistă sau nu în momentul vorbirii.

### Sintaxă
Complinirile și funcțiile sintactice ale participiului țin atât de natura sa verbală, cât și de cea adjectivală.
Participiul poate avea următoarele compliniri:
- complement de agent: realitatea văzută de către artist;
- complement circumstanțial de diverse specii: hotărârea luată cu majoritate de voturi, cartea uitată pe masă, florile culese dimineața;
- nume predicativ: tânărul devenit inginer;
- element predicativ suplimentar: fata numită Ana;
- subiect (în așa-numitele construcții absolute): O dată terminată vacanța, au reintrat în normal.

Participiul poate exprima părți de propoziție care țin de natura sa adjectivală, adică poate fi:
- atribut verbal: Copitele potcovite ale tuspatru picioarelor sale [...] scăpărau în toate părțile (Calistrat Hogaș)[4];
- atribut circumstanțial: Privit pe hartă, Siretul pare un copac uriaș […][4];
- nume predicativ: Artistul a devenit cunoscut în toată lumea;
- element predicativ suplimentar: Vă facem cunoscută decizia consiliului;
- complement circumstanțial de cauză: De răsfățat ce este, crede că i se cuvine totul;
- complement circumstanțial de mod: Vorbea pierdut în cuvinte.

## În alte limbi

### Franceză
În gramaticile limbii franceze se iau în seamă un participiu prezent și unul trecut.

#### Participiul prezent
Participiul prezent provine din gerunziul latinesc, aceeași formă care este la originea formei numite gerunziu în gramaticile românești: cantandum > chantant. La verbele regulate la acest mod, se formează din rădăcina formei de indicativ prezent, persoana I plural (aceeași ca a indicativului imperfect), cu sufixul -ant. În una din clasele de conjugare, numită a doua, înaintea sufixului de participiu prezent există sufixul -iss-:
| Infinitiv          | Indicativ prezent | Participiu prezent |
| ------------------ | ----------------- | ------------------ |
| regarder „a privi” | nous regardons    | regardant          |
| agir „a acționa”   | nous agissons     | agissant           |
| faire              | nous faisons      | faisant            |

În limba vorbită, forma de participiu prezent este folosită mai mult ca adjectiv calificativ, acordându-se în gen și număr:
- ca atribut: une maison accueillante „o casă primitoare”;
- ca nume predicativ: Ces gens sont accueillants „Oamenii aceștia sunt primitori”.

De multe ori, participiul prezent este substantivat, desemnând persoane: commerçant, commerçante „comerciant, comerciantă”, passant, passante „trecător, trecătoare”.
Participiul prezent are valoare verbală în limba scrisă. Poate avea același subiect ca verbul căruia i se subordonează, și în acest caz există construcții participiale echivalente cu două tipuri de propoziții subordonate:
- subordonată atributivă: Les personnes qui ont un ticket bleu doivent se présenter au contrôle → Les personnes ayant un ticket bleu… „Persoanele care au tichet albastru trebuie să se prezinte la control”;
- subordonată circumstanțială: Comme elle ne veut pas bronzer, elle se met à l’ombre „Fiindcă nu vrea să se bronzeze, (ea) se pune la umbră” → Ne voulant pas bronzer,… „Nevrând să se bronzeze,…”.

Există și construcții în care participiul prezent are propriul său subiect, fiind atunci echivalent cu gerunziul românesc: La neige n’arrêtant pas de tomber, la circulation était très difficile „Zăpada neîncetând să cadă, circulația era foarte dificilă”. În acest caz este considerat predicatul unei așa-numite propoziții participiale.
Participiul prezent participă la formarea altei forme considerate mod, numit gérondif, care nu poate avea subiect propriu, fiind echivalent cu gerunziul românesc fără subiect propriu. Diferă formal de participiul prezent numai prin cuvântul en care îl precede: Elle aime travailler en écoutant de la musique „(Ei) îi place să lucreze ascultând muzică”.

#### Participiul trecut
Participiul trecut francez are aceeași origine ca participiul românesc. Se formează de regulă de la rădăcina perfectului simplu, cu sufixe diferite în funcție de clasa de conjugare:
|                    | Infinitiv            | Perfect simplu | Participiu trecut |
| ------------------ | -------------------- | -------------- | ----------------- |
| Conjugarea I       | chanter „a cânta”    | je chantai     | chanté            |
| Conjugarea a II-a  | noircir „a înnegri”  | je noircis     | noirci            |
| Conjugarea a III-a | suivre „a urma”      | je suivis      | suivi             |
| Conjugarea a III-a | attendre „a aștepta” | j’attendis     | attendu           |
| Conjugarea a III-a | prendre „a lua”      | je pris        | pris              |
| Conjugarea a III-a | dire „a zice”        | je dis         | dit               |

Și participiul trecut este mult folosit ca adjectiv calificativ: une porte ouverte „o ușă deschisă”.
Ca în română, cu valoare verbală, participiul trecut este folosit în primul rând drept component al formelor temporale compuse: elle a parlé „(ea) a vorbit”, il est sorti „(el) a ieșit”, il s’était trompé „(el) se înșelase”, avoir choisi „a fi ales” (infinitiv trecut), elle a été invitée „a fost invitată”.
Există și o formă compusă a participiului, din participiul prezent al verbului auxiliar avoir „a avea” sau être „a fi”, și participiul trecut al verbului cu sens lexical deplin. Exprimă o acțiune anterioară față de cea a verbului regent:
Les élèves ayant obtenu la mention très bien au baccalauréat entrent sans examen dans cette école „Elevii care au obținut mențiunea foarte bine la bacalaureat intră fără examen în această școală”;
L’euro, étant devenu la monnaie de l’Union Européenne, remplace la monnaie d’une partie des États européens „Euro, (care a) devenit moneda Uniunii Europene, înlocuiește moneda unei părți a statelor europene”.

### Sârbă/croată
În gramaticile limbilor sârbă și croată sunt tratate formele de participiu activ și de participiu pasiv, definite ca forme verbale nepersonale, ambele cu valoare temporală de trecut.

#### Participiul activ
Participiul activ se formează în mod regulat de la rădăcina infinitivului. De regulă, dacă acesta se termină în vocală, i se adaugă sufixul -l-, iar dacă se termină în consoană, sufixul are varianta -al-. Consoana l suferă o schimbare fonetică la masculin singular, sufixul devenind -o, respectiv -ao. Participiul activ se acordă în gen și număr, desinența de masculin singular fiind nulă. Exemple:
| Infinitiv          | Participiu activ  | Participiu activ | Participiu activ | Participiu activ | Participiu activ | Participiu activ |
| Infinitiv          | Masc. sg.         | Fem. sg.         | Neutru sg.       | Masc. pl.        | Fem pl.          | Neutru pl.       |
| ------------------ | ----------------- | ---------------- | ---------------- | ---------------- | ---------------- | ---------------- |
| kupiti „a cumpăra” | kupio „cumpărat”  | kupila           | kupilo           | kupili           | kupile           | kupila           |
| tresti „a scutura” | tresao „scuturat” | tresla           | treslo           | tresli           | tresle           | tresla           |

Participiul activ se folosește aproape numai în formele verbale compuse:
- indicativ perfect: Otišla sam po kofer „M-am dus după valiză” (subiect feminin)[13];
- mai mult ca perfect: Već je bio ostario „Îmbătrânise deja” (subiect masculin)[14];
- viitor II: Pre nego što budem pošla, javiću vam se „Înainte de a pleca, vă voi anunța” (subiect feminin)[15];
- condițional: Projekat bi mogao da uspe „Proiectul ar putea să reușească”[16];

Mai rar, participiul activ poate avea valoare preponderent adjectivală, fiind atribut: iščezli gradovi „orașe(le) dispărute”.

#### Participiul pasiv
Participiu pasiv au numai verbele tranzitive. Se formează de regulă la unele verbe din rădăcina infinitivului, la altele din cea a indicativului prezent, și cu sufixele -n, -en, -jen, -ven sau -t. Forma de participiu pasiv se acordă în gen, număr și caz, declinându-se ca adjectivele, având la nominativ masculin singular desinența zero. Exemple:
| Formă de bază         | Participiu pasiv    | Participiu pasiv | Participiu pasiv | Participiu pasiv | Participiu pasiv | Participiu pasiv |
| Formă de bază         | Masc. sg.           | Fem. sg.         | Neutru sg.       | Masc. pl.        | Fem pl.          | Neutru pl.       |
| --------------------- | ------------------- | ---------------- | ---------------- | ---------------- | ---------------- | ---------------- |
| bacati „a arunca”     | bacan „aruncat”     | bacana           | bacano           | bacani           | bacane           | bacana           |
| dovedem „(eu) aduc”   | doveden „adus”      | dovedena         | dovedeno         | dovedeni         | dovedene         | dovedena         |
| piti „a bea”          | pijen „băut”        | pijena           | pijeno           | pijeni           | pijene           | pijena           |
| kriti „a ascunde”     | kriven „ascuns”     | krivena          | kriveno          | kriveni          | krivene          | krivena          |
| prokleti „a blestema” | proklet „blestemat” | prokleta         | prokleto         | prokleti         | proklete         | prokleta         |

Participiul pasiv se folosește cu valoare preponderent verbală în construirea diatezei pasive: Škola je otvorena 1932. godine „Școala a fost deschisă în anul 1932”. Oricare participiu pasiv poate fi folosit cu valoare preponderent adjectivală ca atribut: kuvano meso „carne gătită”, udata žena „femeie măritată”.

### Maghiară
În gramaticile limbii maghiare, participiul este considerat o formă nominală a verbului și are trei forme temporale: prezent, trecut și viitor.

#### Participiul prezent
Acest timp al participiului se formează cu sufixul -ó/-ő adăugat de regulă la rădăcina verbului, identică cu forma de indicativ prezent, persoana a III-a singular: olvas „citește” → olvasó „care citește, cititor”; néz „privește” → néző „care privește, privitor”. Rădăcinile unor verbe se scurtează la participiul prezent: mosolyog „zâmbește” → mosolygó „care zâmbește, zâmbitor”, érdemel „merită” → érdemlő „care merită”.
Această formă poate avea următoarele folosiri:
- Cu valoare preponderent verbală, are sens activ și corespunde în română cu construcția „care” cu funcție de subiect + o formă temporală a indicativului, persoana a III-a: vidéken élő barátaink „prietenii noștri care trăiesc în provincie”.
- Participiul prezent cu valoare preponderent adjectivală poate avea sens activ (égő szív „inimă arzătoare”) sau pasiv, corespunzând în română cu modul supin: eladó ház „casă de vânzare”[22]. Are de asemenea sens pasiv participiul prezent al verbelor potențiale, marcate prin sufixul -hat/-het, la care se adaugă sufixul de participiu prezent: a múzeumban látható szobrok „sculpturile vizibile în muzeu”. De menționat că în funcție de atribut, participiul nu se acordă, ca și adjectivele în general, nici în gen, această categorie gramaticală neexistând în maghiară, dar nici în număr.
- Forma de participiu prezent poate fi folosită și ca substantiv nume de agent (igazgató „director”), de instrument (vasaló „fier de călcat”), de loc al acțiunii (temető „cimitir” < temetni „a înmormânta”)[22].

#### Participiul trecut
Au în general participiu trecut verbele tranzitive. Forma sa este în general aceeași cu a indicativului trecut, persoana a III-a singular, și are sens pasiv. Valoarea sa preponderent adjectivală face să fie de cele mai multe ori atribut: a múlt században épített templom „biserica construită în secolul trecut”.

#### Participiul viitor
Acest timp se formează de la rădăcina verbului, cu sufixul -andó/-endő, are valoare adjectivală și exprimă o acțiune care este necesar sau obligatoriu să fie efectuată, ceea ce îl face să corespundă deseori cu supinul românesc: alkalmazandó szabályok „reguli de aplicat”, követendő példa „exemplu de urmat”, Használat előtt felrázandó „A se scutura înainte de întrebuințare”.
De regulă se pot pune la participiu viitor verbele tranzitive, dar și unele intranzitive: marad „a rămâne” → maradandó „durabil(ă)”, romlik „a se strica” → romlandó „perisabil(ă)”.